# 雷德奧克鎮區 (北卡羅萊納州納什縣)
雷德奧克鎮區（英語：Red Oak Township）是位於美國北卡羅萊納州納什縣的一個鎮區。

## 地方資料
雷德奧克鎮區的面積為62.41平方千米，皆為陸地。根據2020年美國人口普查的數據，當地共有人口3724人，而人口密度為每平方千米59.67人。